# 23rd (Indian) Division
23rd (Indian) Division var bland annat med om att täcka tillbakadragandet av general Harold Alexanders armé från Imphal under 1942. Divisionen kom senare att utmärka sig under striderna omkring Shenam, Pelal & Tamu under den japanska offensiven genom Imphal 1944 som en del av IV Corps. 

## Enheter
Divisionens organisatoriska uppbyggnad under 1945. 
Headquarters Brigade
- 5/5 Punjab Regt
- 8th Btn Punjab Regt (M/Gun)
- 2/10 Hyderabad Regt

Divisional Artillery
- 158th Field Regiment, Royal Artillery
- 179th Field Regt, RA
- 38th Light AntiAircraft Regiment, RA
- 3rd Indian Field Regiment, Indian Artillery
- 28th Indian Mountain Regiment, IA
- 2nd Indian AntiTank Regiment, IA
- 1st Indian Infantry Brigade - Brigadier A. King 
  - 1st Btn Seaforth Highlanders
  - 1/16 Punjab Regiment
  - 1st Btn The Assam Regiment
  - 1st Btn Patiala Infantry Regiment (State Forces)
- 37th Indian Infantry Brigade - Brigadier H. Maradin 
  - 3/3 Q.A.O. Gurkha Rifles
  - 3/5 Royal Gurkha Rifles
  - 3/10 Gurkha Rifles
- 49th Indian Infantry Brigade - Brigadier F. Esse 
  - 4/5 Mahratta Light Infantry
  - 6/9 Rajputana Rifles
  - 6/5 Mahratta Light Infantry